# Feitian

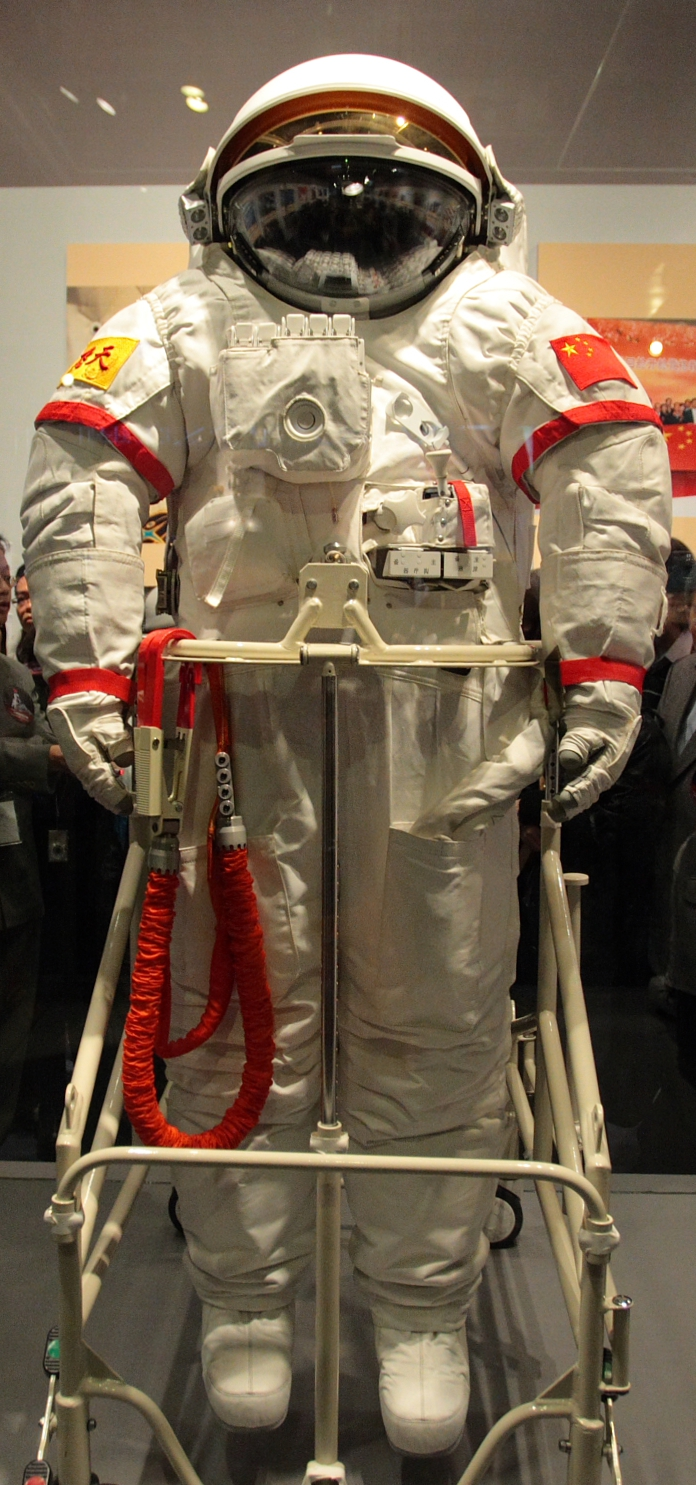
O Feitian em exposição no Museu Espacial de Hong Kong.

Feitian é o traje espacial desenvolvido pela China para a realização da primeira caminhada espacial de um taikonauta chinês feita durante a missão Shenzhou 7, em setembro de 2008. Ele foi usado pela primeira vez por Zhai Zhigang, comandante desta missão.
O modelo foi desenvolvido a partir do traje espacial russo Orlan. Os dois modelos são similares em forma e volume e foram criados para Atividades extra-veiculares no espaço superiores a sete horas, com provisão de oxigênio e permitindo a excreção de resíduos corporais. O traje tem um custo aproximado de US$ 4 milhões e pesa 120 kg.
Seu nome, Fēi tiān, literalmente e separadamente significa "voando" e "céu" em mandarim.  É uma referência as Apsarás (Sânscrito: अप्सरा, apsarā) os espíritos femininos das nuvens e das águas na mitologia Hindu e Budista, traduzido como feitian, ou 'diva voadora', em chinês, conhecidas mundialmente pela antiga arte chinesa existente nas Grutas de Dunhuang. Imagem da feitian de Dunhuang aparece na insígnia do braço do traje espacial.